# Klaus Köste
Klaus Köste, (Frankfurt an der Oder, 27 de fevereiro de 1943 – 14 de dezembro de 2012) foi um ginasta alemão que competiu em provas de ginástica artística pela Alemanha Oriental.
O ginasta é o detentor de 33 títulos nacionais, três medalhas olímpicas, duas mundiais - conquistadas em uma edição - e seis continentais, em duas edições. É campeão olímpico do salto e bicampeão europeu da barra fixa.

## Carreira
Klaus iniciou sua carreira competitiva em 1961, aos dezoito anos de idade, já na categoria sênior durante o Campeonato Nacional da Alemanha Oriental, do qual saiu-se vencedor da prova das argolas e como vice-colocado no solo. No ano seguinte, em nova edição nacional, arquivou seis medalhas em sete finais: ouro no solo e no salto sobre a mesa, prata no concurso geral e bronze nas barras paralelas e na barra fixa; no cavalo com alças foi o sexto ranqueado. Mais tarde, em sua estreia internacional, disputou o Mundial de Praga na Tchecoslováquia, no qual foi à final por equipes e terminou na oitava colocação. Em 1963, nacionalmente, tornou-se bicampeão do solo. No ano seguinte, competiu pela primeira vez uma edição olímpica, nos Jogos de Tóquio. Neles, a Alemanha Oriental competiu ao lado da Ocidental para conquistar o bronze por equipes. Quatro anos mais tarde, subiu ao pódio olímpico mais uma vez como o terceiro colocado da disputa coletiva durante os Jogos da Cidade do México.
Em 1969, disputou sua primeira edição continental, o Europeu de Varsóvia. Nele, não subiu ao pódio apesar de competir em duas finais por aparelhos. No ano seguinte, conquistou medalhas em nível mundial, no Campeonato de Liubliana - bronze por equipes e na barra fixa.
Entre os anos de 1971 e 1973, seus últimos como profissional, Klaus disputou uma edição olímpica e duas continentais. Nas duas edições do Europeu - Madri 1971 e Londres 1973 - conquistou dois ouros na barra fixa, a prata das barras paralelas e o bronze no salto sobre o cavalo, no concurso geral e no solo. Nos Jogos Olímpicos de Munique, saiu-se vencedor no salto - ao superar os soviéticos Viktor Klimenko e Nikolai Andrianov - e terceiro colocado por equipe.
Köste é o detentor de 33 títulos alemães, o primeiro deles conquistado nas argolas, em 1961 e o último na barra fixa, em 1937. O ex-ginasta teve três filhos: Matthias, Michael e Tanja. Após aposentar-se, passou a ser mais ativo politicamente, como membro do Germany's Social Workers' Party, no qual votou para os dez melhores atletas alemães do século XX.

## Principais resultados
| Ano  | Evento                                    | AA                | Equipe            | Solo              | Cavalo com alças | Argolas           | Salto sobre o cavalo | Barras paralelas  | Barra fixa        |
| ---- | ----------------------------------------- | ----------------- | ----------------- | ----------------- | ---------------- | ----------------- | -------------------- | ----------------- | ----------------- |
| 1961 | Campeonato Nacional da Alemanha Oriental  |                   |                   | Medalha de prata  |                  | Medalha de ouro   |                      |                   |                   |
| 1962 | Campeonato Nacional da Alemanha Oriental  | Medalha de prata  |                   | Medalha de ouro   |                  |                   | Medalha de ouro      | Medalha de bronze | Medalha de bronze |
| 1962 | Campeonato Mundial de Ginástica Artística | 33º               | 8º                |                   |                  |                   |                      |                   |                   |
| 1964 | Jogos Olímpicos                           | 18º               | Medalha de bronze |                   |                  |                   |                      |                   |                   |
| 1967 | Campeonato Nacional da Alemanha Oriental  | Medalha de bronze |                   | Medalha de bronze |                  | Medalha de bronze | Medalha de bronze    | Medalha de ouro   |                   |
| 1968 | Campeonato Nacional da Alemanha Oriental  | Medalha de ouro   |                   | Medalha de ouro   | Medalha de ouro  | Medalha de ouro   |                      | Medalha de ouro   | Medalha de ouro   |
| 1968 | Jogos Olímpicos                           |                   | Medalha de ouro   |                   |                  |                   |                      |                   |                   |
| 1970 | Campeonato Mundial de Ginástica Artística |                   | Medalha de bronze |                   |                  |                   |                      |                   | Medalha de bronze |
| 1971 | Campeonato Europeu                        |                   |                   |                   |                  |                   | Medalha de bronze    | Medalha de prata  | Medalha de ouro   |
| 1972 | Jogos Olímpicos                           |                   | Medalha de bronze |                   |                  |                   | Medalha de ouro      |                   |                   |
| 1973 | Campeonato Europeu                        | Medalha de bronze |                   | Medalha de bronze |                  |                   |                      |                   | Medalha de ouro   |